# Daiya Seto
Daiya Seto (em japonês:  瀬戸 大也, Seto Daiya; Moroyama, 24 de maio de 1994) é um nadador japonês, medalhista olímpico.

## Carreira

### Rio 2016
Seto competiu nos Jogos Olímpicos de 2016, conquistando a medalha de bronze nos 400 metros medley.

### 2022
Em 22 de junho, ficou em terceiro lugar no 200 m medley do Campeonato Mundial de Esportes Aquáticos em Budapeste.
Em 15 de dezembro, ganhou a prata no 200 m borboleta do Mundial em Piscina Curta em Melbourne. No dia seguinte, obteve o título do 200 m peito no mesmo evento, além de estabelecer o novo recorde asiático da prova com o tempo de dois minutos e 35 centésimos de segundo. Em 17 de dezembro, conquistou outro ouro no 400 m medley em Melbourne.